# 精細導星感測器

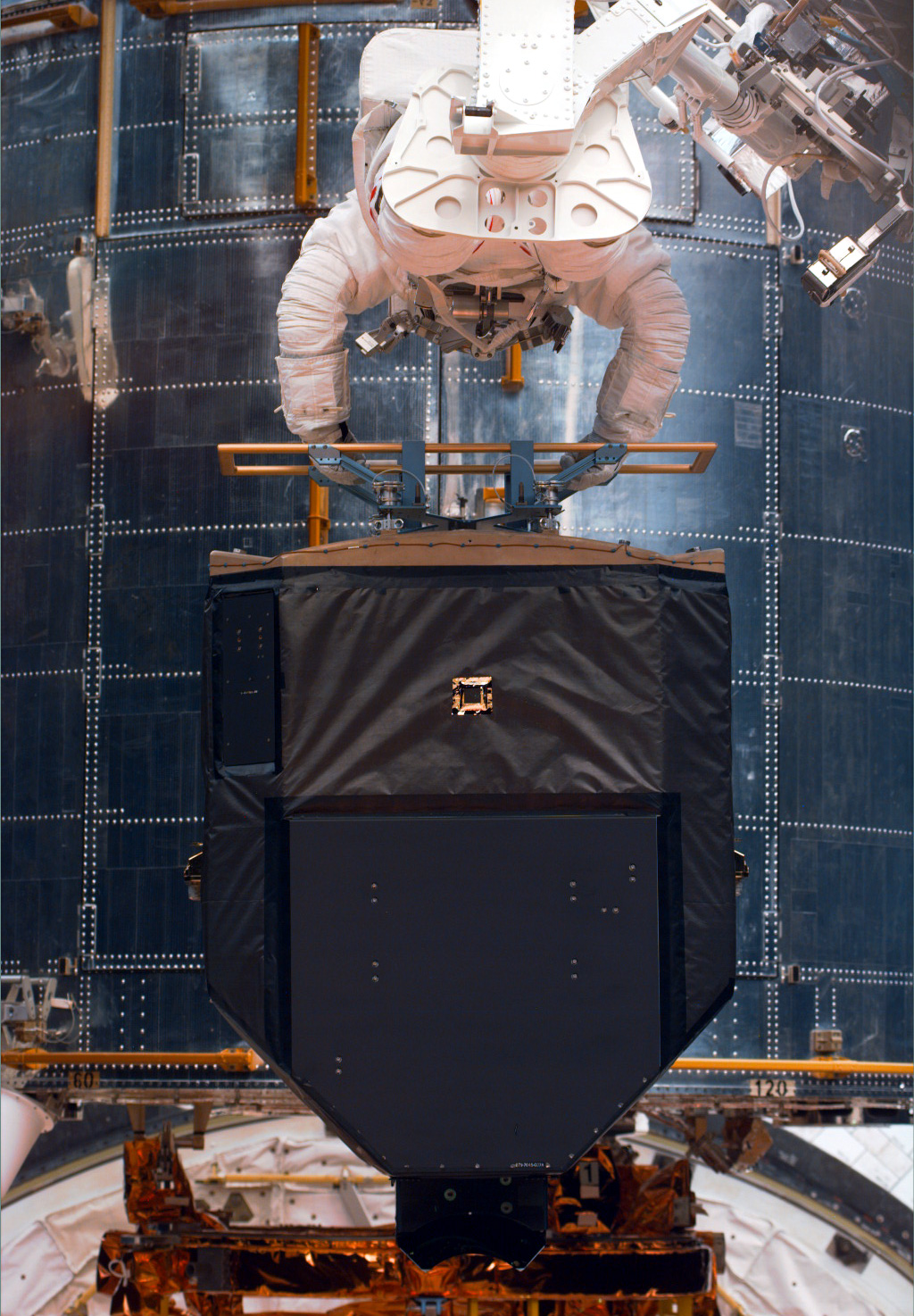
1997年STS服務任務2期間拍攝的哈伯太空望遠鏡上的三個精細導星感測器之一

精細導星感測器（英語：FGS, Fine Guidance Sensor）是安裝在太空望遠鏡上的儀器，能提供高精密度的指向訊號，輸入作為觀測時的姿態控制系統。干涉測量精細導星感測器已被部署在哈勃太空望遠鏡(HST)上；一種不同的技術方法被部署在詹姆斯韋伯太空望遠鏡（JWST）。在一些特別的專案中，例如天體測量學，精細導星感測器也能作為科學儀器。  （页面存档备份，存于）

## 哈勃太空望遠鏡的精細導星感測器
哈勃太空望遠鏡有三組精細導星感測器，兩組用於指向和鎖定望遠鏡的觀測目標，另一組作為天體測量儀用於位置的測量。由於精細導星感測器非常準確，可以用來測量天體的距離或是研究聯星系統。三個精細導星感測器被安裝在望遠鏡視野圓周附近以90度的間隔放置。哈勃太空望遠鏡需要非常高的指向準確性，精細導星感測器被做為干涉儀，能持續不斷的鎖定星光中的特性。以這種精確度，感測器可以偵測到鄰近的天體是否有擺動的現像，可能是行星造成天體的擺動，確定那些恆星是否真的是物理雙星，或是測量恆星、星系等天體的角直徑。
由於FGS的靈敏度，它們不會讓HST對正在太陽50度以內。.  

## 詹姆斯韋伯太空望遠鏡的精細導星感測器
詹姆斯韋伯太空望遠鏡的導引系統雖然以不同的方法來製做，但是也稱為精細導星感測器，將為姿態控制系統提供輸入所需的資料。

### 詹姆斯韋伯精細導星感測器的功能
詹姆斯韋伯精細導星感測器有三個主要功能：一個是捕捉目標所需要的圖像。結構完整的影像用來確認星場，依據觀察所得的光點和位置，與觀測計劃軟體選擇的天體目錄建立關聯性。其次，是獲得預先選定的引導星。在觀測期間，導引星會被定位在一個8 X 8畫素的視窗中心。一點點的變動都會被感測到，然後執行角度修正讓導引星能回到預先被指定的位置上，因此在觀測中的科學儀器能在正確的位置上工作。而第三個功能是姿態控制系統以每秒16次的頻率測量導引星的位置，這些測量將使指向穩定在百萬分之一弧秒的精度內。

### 詹姆斯韋伯精細導星感測器的規格
照相機能捕捉兩個相鄰的視野，每個大小都是2.4 X 2.4弧分，並以每秒16次的速率讀取 8 X 8 個畫素的子陣列資料。即使這樣短的積分時間內，精細導星感測器的靈敏度在1.25微米（~Jab = 19.5）的波長上仍能達到58微焦耳。這樣的靈敏度和天空的覆蓋率結合在一起，即使在高銀緯的天區中，也可以保證有95%的機率找到適當的導引星。
加拿大太空總署將會提供詹姆斯韋伯太空望遠鏡精密的精細導星感測器。當詹姆斯韋伯太空望遠鏡在軌道上部署時，精細導星感測器也會以指向錯誤的信號來測試和調整，使能逐步和主鏡校準與同步。

## 外部連結
- FGS page at STScI
- HST Fine Guidance Sensor (FGS1R)[永久]
- [永久]
- 哈伯太空望遠鏡的精細導星感測器（ESA/Hubble） （页面存档备份，存于）